# Drag Race España
Drag Race España è un programma televisivo spagnolo, in onda sulla piattaforma streaming ATRESplayer nel 2021.
Il programma è basato sul format del programma statunitense RuPaul's Drag Race. Come nella versione originale, le concorrenti devono mostrare le loro doti d'intrattenitrici cimentandosi in varie sfide. Ogni settimana le loro performance vengono valutate da vari giudici: tra essi quelli fissi sono la drag queen nonché presentatrice Supremme de Luxe, Ana Locking, Javier Calvo, Javier Ambrossi, mentre i giudici ospiti variano ogni settimana. Al termine dell'episodio una concorrente viene eliminata; tra le ultime rimaste verrà scelta e incoronata España's Next Drag Superstar, che riceverà una serie di premi.

## Format
Il casting viene annunciato online e chi vuole partecipare al programma deve mandare un provino formato video. Per poter prendere parte al programma è necessario avere 18 o più anni. Le persone transgender possono partecipare al programma e, nel corso delle stagioni classiche, alcuni concorrenti hanno dichiarato apertamente il loro stato di transgender.

### Puntate
Ogni puntata si divide, generalmente, in tre fasi:
- La mini sfida: in ogni mini sfida ai concorrenti viene chiesto di svolgere una gara con caratteristiche e tempi differenti.
- La sfida principale: in ogni sfida principale ai concorrenti viene chiesto di svolgere una prova, generalmente sono gare individuali. Il vincitore della sfida riceve un premio, che consiste in vestiti, gioielli, cosmetici e altro ancora.
- L'eliminazione: tutti i concorrenti vengono chiamati davanti ai giudici. In questa fase i vari concorrenti vengono giudicati. Il migliore della puntata viene dichiarato vincitore ricevendo un premio. Gli ultimi due devono sfidarsi esibendosi in playback con una canzone assegnata all'inizio di ogni puntata. Il peggiore verrà eliminato dalla competizione con la famosa frase pronunciata  "Sashay away" e lascia un messaggio scritto con il rossetto sullo specchio della sala dove si svolgono le riprese; il vincitore, al contrario, viene celebrato con la frase "Shantay you stay", e può continuare la competizione.

### Giudici
Come accade nella versione statunitense, lo show prevede la presenza di giudici fissi e di giudici ospiti che variano di settimana in settimana. I giudici danno la loro opinione sui vari concorrenti, esprimendo le loro opinioni circa ciò che accade sul palcoscenico principale. Tra i giudici ospiti comparsi nel corso delle edizioni troviamo: Jon Kortajarena, Carlos Areces, Bad Gyal, Alaska e Envy Peru.

#### Giudici fissi
| Giudice          | Edizioni | Edizioni | Edizioni | Edizioni |
| Giudice          | 1        | 2        | 3        | 4        |
| ---------------- | -------- | -------- | -------- | -------- |
| Supremme de Luxe | Fisso    | Fisso    | Fisso    | Fisso    |
| Ana Locking      | Fisso    | Fisso    | Fisso    | Fisso    |
| Javier Calvo     | Fisso    | Fisso    | Fisso    | Fisso    |
| Javier Ambrossi  | Fisso    | Fisso    | Fisso    | Fisso    |

- Supremme de Luxe (edizione 1-in corso), drag queen spagnola, attiva sin dagli anni '90 ha preso parte a molti spettacoli e programmi televisivi in Spagna e America Latina.[4]
- Ana Locking (edizione 1-in corso), stilista spagnola, attiva dal 1997 ha ricevuto molti riconoscimenti tra cui due Premio L'Oreal.
- Javier Calvo (edizione 1-in corso), attore e regista spagnolo, ha preso parte a molte serie televisive spagnole tra cui Paquita Salas e Veneno.
- Javier Ambrossi (edizione 1-in corso), attore e regista spagnolo, ha preso parte a molte serie televisive spagnole tra cui Paquita Salas e Veneno.

### Untucked
Durante ogni puntata di Drag Race España, viene seguito un intermezzo di Untucked nel quale vengono mostrate scene inedite della competizione e il backstage del programma.

### Tras la Carrera
Tras la Carrera è una serie web disponibile esclusivamente su ATRESplayer, ed è l'equivalente della serie web statunitense Whatcha Packin'. La serie vede Ana Locking, una dei giudici del programma, intervistare le concorrenti eliminate e facendo mostra alcuni dei look che non sono state in grado di mostrare durante la competizione.

### Premi
Anche in questa versione del programma, il vincitore riceve dei premi. I premi vinti in ogni edizione sono stati:
1ª edizione:
- 30000 €
- Una fornitura di un anno di cosmetici della Krash Kosmetics
- Una corona e uno scettro di Aster Lab Jewels

2ª edizione:
- 30000 €
- Una fornitura di un anno di cosmetici della Krash Kosmetics
- Una corona e uno scettro di Aster Lab Jewels

3ª edizione:
- 30000 €
- Una fornitura di un anno di cosmetici della Krash Kosmetics
- Un viaggio tutto compreso per l'isola di Malta sponsorizzato da EuroPride
- Una corona e uno scettro di Aster Lab Jewels

4ª edizione:
- 30000 €
- Una fornitura di un anno di cosmetici della NYX Professional Makeup
- Una corona e uno scettro di Aster Lab Jewels

## Edizioni
| Edizione | Concorrenti | Episodi | Prima TV Spagna | Prima TV Italia | Vincitrice    | Miss Simpatia        |
| -------- | ----------- | ------- | --------------- | --------------- | ------------- | -------------------- |
| 1ª       | 10          | 10      | 2021            | inedita         | Carmen Farala | Pupi Poisson         |
| 2ª       | 12          | 12      | 2022            | inedita         | Sharonne      | Samantha Ballentines |
| 3ª       | 13          | 12      | 2023            | inedita         | Pitita        | Maria Edilia         |
| 4ª       | 12          | 12      | 2024            | inedita         | Le Cocó       | Dita Dubois          |

### Prima edizione
La prima edizione di Drag Race España è andata in onda in Spagna a partire dal 2021. Il cast venne annunciato il 26 aprile 2021. Dieci drag queen, provenienti da tutta la Spagna, si sfidano per entrare nella Drag Race Hall of Fame. La colonna sonora utilizzata durante la sfida principale fu Sissy That Walk mentre per i titoli di coda venne utilizzata Rock It (To The Moon).
Carmen Farala, vincitrice dell'edizione, ha guadagnato come premio 30 000 euro, una fornitura di cosmetici della Krash Kosmetics, una corona e uno scettro di Aster Lab Jewels

### Seconda edizione
La seconda edizione è andata in onda sulla piattaforma streaming ATRESplayer dal 27 marzo al 5 giugno 2022. Il cast venne annunciato il 20 febbraio 2022. Dodici drag queen, provenienti da tutta la Spagna, si sfidano per entrare nella Drag Race Hall of Fame.
Sharonne, vincitrice dell'edizione, ha guadagnato come premio 30 000 euro, una fornitura di cosmetici della Krash Kosmetics, una corona e uno scettro di Aster Lab Jewels

### Terza edizione
La terza edizione è andata in onda sulla piattaforma streaming ATRESplayer dal 6 aprile al 25 giugno 2023. Il cast venne annunciato il 20 febbraio 2022. Tredici drag queen, provenienti da tutta la Spagna, si sfidano per entrare nella Drag Race Hall of Fame.
Pitita, vincitrice dell'edizione, ha guadagnato come premio 30 000 euro, una fornitura di cosmetici della Krash Kosmetics, un viaggio tutto compreso per l'isola di Malta sponsorizzato da EuroPride, una corona e uno scettro di Aster Lab Jewels

### Quarta edizione
La quarta edizione andrà in onda sulla piattaforma streaming ATRESplayer nel 2024. Il cast venne annunciato l'8 settembre 2024. Dodici drag queen, provenienti da tutta la Spagna, si sfidano per entrare nella Drag Race Hall of Fame.
Le Cocó, vincitrice dell'edizione, ha guadagnato come premio 30000 €, una fornitura di cosmetici della NYX Professional Makeup, una corona e uno scettro di Aster Lab Jewels.

## Concorrenti
Le concorrenti che hanno preso parte al programma nella prima edizione sono state (in ordine di eliminazione):
| Edizioni | Vincitore(i)  | Finalista(i)                           | 3°                                     | 4°               | 5°              | 6°                | 7°                         | 8°                  | 9°            | 10°                  | 11°              | 12°           | 13°          |
| -------- | ------------- | -------------------------------------- | -------------------------------------- | ---------------- | --------------- | ----------------- | -------------------------- | ------------------- | ------------- | -------------------- | ---------------- | ------------- | ------------ |
| 1ª       | Carmen Farala | Killer Queen Sagittaria                | Killer Queen Sagittaria                | Pupi Poisson     | Dovima Nurmi    | Hugáceo Crujiente | Arantxa Castilla La Mancha | Inti                | Drag Vulcano  | The Macarena         |                  |               |              |
| 2ª       | Sharonne      | Estrella Xtravaganza Venedita Von Däsh | Estrella Xtravaganza Venedita Von Däsh | Marina           | Juriji der Klee | Drag Sethlas      | Diamante Merybrown         | Onyx                | Jota Carajota | Samantha Ballentines | Ariel Rec        | Marisa Prisa  |              |
| 3ª       | Pitita        | Vania Vainilla                         | Hornella Góngora                       | Hornella Góngora | Clover Bish     | Bestiah           | Pakita Pink Chadora        | Pakita Pink Chadora | Visa          | The Macarena         | Chanel Anorex    | Drag Chuchi   | Maria Edilia |
| 3ª       | Pitita        | Vania Vainilla                         | Kelly Roller                           |                  | Clover Bish     | Bestiah           | Pakita Pink Chadora        | Pakita Pink Chadora | Visa          | The Macarena         | Chanel Anorex    | Drag Chuchi   | Maria Edilia |
| 4ª       | Le Cocó       | Vampirashian                           | Chloe Vittu                            | La Niña Delantro | Mariana Stars   | Megui Yeillow     | Angelita La Perversa       | Miss Khristo        | Kelly Passa!? | Dita Dubois          | Porca Theclubkid | Shani LaSanta |              |

Legenda:
     La concorrente è stata nominata Miss Simpatia.
     La concorrente si è ritirata dalla competizione.
     La concorrente è stata eliminata precedentemente dalla competizione, è tornata e ha continuato nella competizione.
     Le concorrenti sono state eliminate in una doppia eliminazione.

## Musiche
Quasi tutte le canzoni utilizzate nelle varie edizioni provengono dagli album di RuPaul, fanno eccezione le canzoni utilizzate per il playback alla fine delle puntate.

### Palcoscenico principale
Le canzoni utilizzate durante la presentazione degli outfit dei concorrenti sono state:
- Sissy That Walk tratto da Born Naked (edizione 1-2)
- Call Me Mother tratto da American (edizione 1-2)
- Kitty Girl tratto da American (edizione 1-2)
- Category Is tratto da Category Is... (edizione 1-2)
- Glamazon tratto da Glamazon (edizione 1-2)
- The Beginning tratto da Glamazon (edizione 1-2)
- I'm a Winner, Baby tratto da You're a Winner, Baby (edizione 1-2)
- Adrenaline tratto da Born Naked (edizione 1-2)
- A Little Bit of Love da Remember Me: Essential, Vol. 1 (edizione 3)
- New Friends Silver, Old Friends Gold tratto da New Friends Silver, Old Friends Gold EP (edizione 3)

### Altre musiche
Nel corso del programma sono stati rilasciati vari singoli promozionali:
- Divas – Las Cinco y Cuatro Remix - Arantxa Catilla La Mancha, Dovima Nurmi, Drag Vulcano, Inti e Pupi Poisson (1ª edizione)
- Divas – Las Metal Donnas Remix - Carmen Farala, Hugáceo Crujiente, Killer Queen e Sagittaria (1ª edizione)
- Llévame al Cielo Remix - Estrella Xtravaganza, Marina, Sharonne e Venedita Von Däsh (2ª edizione)
- Fiebre Remix - Hornella Góngora, Kelly Roller, Pitita, Vania Vainilla (3ª edizione)

## Spin-off

### Drag Race España: All Stars
Drag Race España: All Stars è il primo spin-off del programma. In questa versione, alcune delle concorrenti che hanno preso parte in una delle passate edizioni di Drag Race prendono parte ad una nuova competizione per poter entrare nella Drag Race Hall of Fame. Come nell'edizione classica, le concorrenti devono mostrare le loro doti di intrattenitrici sfidandosi in varie sfide. Ogni settimana i concorrenti vengono giudicati per le loro performance da vari giudici; tra questi troviamo giudici fissi, lo stesso Supremme de Luxe, Ana Locking, Javier Calvo, Javier Ambrossi e giudici ospiti, che variano di settimana in settimana. Al termine dell'episodio una concorrente viene eliminata; l'ultima delle quali verrà incoronata avrà diritto di essere inserita nella Drag Race Hall of Fame.